# Nati il 12 gennaio
| Questa pagina contiene informazioni ricavate automaticamente dalle voci biografiche con l'ausilio del template Bio e di un bot. L'aggiornamento è periodico e automatico e ricostruisce completamente la pagina. Se manca una persona in questa lista, sei pregato di non aggiungerla, ma accertati piuttosto che la sua voce biografica contenga il template Bio e che i dati anagrafici siano correttamente compilati. Se il template Bio manca, inseriscilo tu stesso o, in alternativa, metti l'avviso {{tmp\|Bio}} che ne segnala la mancanza. Se i dati riportati sono sbagliati, correggi direttamente la voce biografica; le modifiche saranno visibili in questa lista entro pochi giorni. Per chiarimenti vedi il progetto biografie. La lista contiene solo le 1.259 persone che sono citate nell'enciclopedia e per le quali è stato implementato correttamente il template Bio. Pagina aggiornata al 13 ago 2025. |

## III secolo(1)
- 251 - Antonio abate, abate egiziano († 356)

## XV secolo(1)
- 1483 - Enrico III di Nassau-Breda, nobile († 1538)

## XVI secolo(8)
- 1540 - Honjō Shigenaga, militare giapponese († 1614)
- 1548 - Benedetto Mandina, giurista e vescovo cattolico italiano († 1604)
- 1562 - Carlo Emanuele I di Savoia, nobile italiano († 1630)
- 1565 - Isabella Gonzaga, nobile italiana († 1637)
- 1579 - Jean Baptiste van Helmont, chimico, fisiologo e medico fiammingo († 1644)
- 1583 - Nicolò Alemanni, antiquario, bibliotecario e presbitero italiano († 1626)
- 1588 - John Winthrop il Vecchio, politico e teologo inglese († 1649)
- 1597 - François Duquesnoy, scultore fiammingo († 1643)

## XVII secolo(16)
- 1612 - Thomas Fairfax, III lord Fairfax di Cameron, generale inglese († 1671)
- 1625 - Carlo Ambrogio Affaitati, religioso italiano († 1695)
- 1625 - Antonio Foresti, gesuita, storico e letterato italiano († 1692)
- 1628 - Charles Perrault, scrittore francese († 1703)
- 1636 - Jean-Baptiste Monnoyer, pittore francese († 1699)
- 1638 - Ernst Rüdiger von Starhemberg, generale austriaco († 1701)
- 1649 - Jacques Carrey, pittore francese († 1726)
- 1653 - Anton Maria Salvini, grecista italiano († 1729)
- 1666 - Edvige di Meclemburgo-Güstrow, nobildonna tedesca († 1735)
- 1667 - Jonathan Richardson, pittore e collezionista d'arte inglese († 1745)
- 1670 - Đuro Matijašević, poeta, letterato e presbitero croato († 1728)
- 1672 - Willem Bosman, mercante olandese
- 1673 - Rosalba Carriera, pittrice italiana († 1757)
- 1674 - Leopoldo di Schleswig-Holstein-Sonderburg-Wiesenburg, nobile tedesco († 1744)
- 1683 - Maria Antonia del Liechtenstein, principessa austriaca († 1715)
- 1686 - Adam Christian Thebesius, anatomista tedesco († 1732)

## XVIII secolo(43)
- 1702 - Joseph Aved, pittore francese († 1766)
- 1702 - Józef Załuski, vescovo cattolico e politico polacco († 1774)
- 1708 - François-Nicolas Lenormand, diplomatico francese († 1783)
- 1711 - Gaetano Latilla, compositore italiano († 1788)
- 1715 - Jacques Duphly, clavicembalista, organista e compositore francese († 1789)
- 1716 - Antonio de Ulloa, scienziato e scrittore spagnolo († 1795)
- 1721 - Ferdinando di Brunswick-Wolfenbüttel, generale tedesco († 1792)
- 1722 - Nicolas Luckner, generale francese († 1794)
- 1724 - Frances Brooke, scrittrice inglese († 1789)
- 1725 - Charles François de Virot de Sombreuil, generale francese († 1794)
- 1729 - Edmund Burke, politico, filosofo e scrittore britannico († 1797)
- 1729 - Lazzaro Spallanzani, presbitero e biologo italiano († 1799)
- 1736 - Pedro Benito Antonio Quevedo y Quintano, cardinale e vescovo cattolico spagnolo († 1818)
- 1744 - Giuseppe Pistocchi, architetto italiano († 1814)
- 1745 - Kasper Kazimierz Cieciszowski, arcivescovo cattolico polacco († 1831)
- 1746 - Johann Heinrich Pestalozzi, pedagogista e filosofo svizzero († 1827)
- 1749 - Ferdinand von Trauttmansdorff, diplomatico e politico austriaco († 1827)
- 1751 - Ferdinando I delle Due Sicilie, re († 1825)
- 1751 - Joseph Kinsky von Wchinitz und Tettau, principe austriaco († 1798)
- 1752 - Jean Louis Delmotte, ammiraglio francese († 1816)
- 1753 - Giovanni Leonardo Marugj, medico italiano († 1836)
- 1753 - Bernhard von Eskeles, banchiere austriaco († 1839)
- 1754 - William Fullarton, politico e militare britannico († 1808)
- 1758 - Margarita Schuyler, statunitense († 1801)
- 1760 - Sof'ja Kostantinovna Clavone, greca († 1822)
- 1765 - Louis d'Andigné, generale e nobile francese († 1857)
- 1767 - Pierre Daru, politico, militare e scrittore francese († 1829)
- 1772 - Michail Michajlovič Speranskij, politico russo († 1839)
- 1774 - Giovanni Maria Cavasanti, militare italiano († 1838)
- 1774 - August Ernst von Steigentesch, diplomatico, militare e nobile austriaco († 1826)
- 1779 - Nicolas Clément, medico e chimico francese († 1842)
- 1780 - Wilhelm Martin Leberecht de Wette, teologo e biblista tedesco († 1849)
- 1783 - Erik Gustaf Geijer, scrittore, storico e compositore svedese († 1847)
- 1785 - Achille Valois, scultore francese († 1862)
- 1788 - Franziska Sontag, soprano e attrice teatrale tedesca († 1865)
- 1789 - Davide Banderali, tenore italiano († 1849)
- 1789 - Ettore Perrone di San Martino, nobile, politico e generale italiano († 1849)
- 1789 - Giuseppe Rosati, missionario e vescovo cattolico italiano († 1843)
- 1792 - Johan August Arfwedson, chimico svedese († 1841)
- 1792 - Michele Morelli, patriota e militare italiano († 1822)
- 1795 - Félix-Auguste Duvert, commediografo e scrittore francese († 1876)
- 1800 - Eugène Lami, pittore, litografo e costumista francese († 1890)
- 1800 - George Villiers, IV conte di Clarendon, politico britannico († 1870)

## XIX secolo(166)
- 1808 - Wilhelm Philippe Schimper, botanico francese († 1880)
- 1808 - Paolo Taglioni, danzatore e coreografo italiano († 1884)
- 1809 - Tommaso Aloisio Juvara, incisore italiano († 1875)
- 1809 - Émile Loubon, pittore francese († 1863)
- 1809 - Leopoldo O'Donnell, politico, generale e nobile spagnolo († 1867)
- 1810 - Ferdinando II delle Due Sicilie, re († 1859)
- 1812 - Ercole Dembowski, matematico e astronomo italiano († 1881)
- 1813 - Louis-Florent Gillet, religioso belga († 1892)
- 1814 - Elena Andreevna Fadeeva Hahn, scrittrice russa († 1843)
- 1816 - Willis Arnold Gorman, politico e avvocato statunitense († 1876)
- 1816 - Giuseppe Miraglia, magistrato e politico italiano († 1901)
- 1816 - Gaetano de Ruggiero, cardinale italiano († 1896)
- 1818 - Gaspero Barbera, editore e tipografo italiano († 1880)
- 1818 - Giuseppe Rovani, scrittore e giornalista italiano († 1874)
- 1818 - Ludwig Traube, medico tedesco († 1876)
- 1819 - Giovanni Guicciardi, baritono italiano († 1883)
- 1819 - Adolphe Gutmann, pianista e compositore tedesco († 1882)
- 1819 - Fortunato Zeni, naturalista italiano († 1879)
- 1820 - Jean-Edmond Laroche-Joubert, politico e imprenditore francese († 1884)
- 1821 - Carlo Laurenzi, cardinale e vescovo cattolico italiano († 1893)
- 1823 - Rosalia Montmasson, patriota italiana († 1904)
- 1824 - Antonio Picozzi, poeta, scrittore e patriota italiano († 1893)
- 1825 - Brooke Foss Westcott, biblista e teologo britannico († 1901)
- 1829 - Joaquin Murrieta, criminale e patriota messicano († 1853)
- 1829 - Edward Palmer, botanico e archeologo britannico († 1911)
- 1831 - Franz Georg Philipp Buchenau, botanico tedesco († 1906)
- 1831 - Giacinto Oliverio, politico italiano († 1890)
- 1831 - Philip Webb, architetto e designer britannico († 1915)
- 1833 - Karl Eugen Dühring, economista e filosofo tedesco († 1921)
- 1836 - William Goate, militare britannico († 1901)
- 1836 - Arabella Goddard, pianista inglese († 1922)
- 1842 - Teoberto Maler, esploratore e archeologo austriaco († 1917)
- 1842 - Francesco Parona, medico e politico italiano († 1907)
- 1843 - Vincenzo Colmayer, prefetto e politico italiano († 1908)
- 1843 - Thomas Mitchell, allenatore di calcio scozzese († 1921)
- 1846 - Louis Billot, gesuita, teologo e cardinale francese († 1931)
- 1846 - Gaetano di Borbone-Due Sicilie, principe († 1871)
- 1846 - Edmond Bouty, fisico francese († 1922)
- 1848 - Franz von Soxhlet, chimico tedesco († 1926)
- 1849 - Jean Béraud, pittore francese († 1935)
- 1849 - Candelario Obeso, poeta colombiano († 1884)
- 1850 - Gennaro Costagliola, arcivescovo cattolico italiano († 1919)
- 1852 - Sofia Egkastrōmenou, archeologa greca († 1932)
- 1852 - Joseph Joffre, generale francese († 1931)
- 1852 - Denis Kelly, vescovo cattolico irlandese († 1924)
- 1853 - Giovanni Battista Arnaud, pittore italiano († 1910)
- 1853 - Gregorio Ricci Curbastro, matematico italiano († 1925)
- 1854 - Aleksandr Fëdorovič Roediger, generale e politico russo († 1920)
- 1856 - John Singer Sargent, pittore statunitense († 1925)
- 1857 - Knut Johan Ångström, fisico svedese († 1910)
- 1858 - Robert Crewe-Milnes, politico e scrittore britannico († 1945)
- 1860 - Louis Duffoy, tiratore a segno francese († 1904)
- 1860 - Charles Oman, storico e numismatico britannico († 1946)
- 1861 - James Mark Baldwin, psicologo statunitense († 1934)
- 1863 - Outram Bangs, zoologo statunitense († 1932)
- 1863 - Vivekananda, mistico e filosofo indiano († 1902)
- 1864 - Guglielmina Ronconi, insegnante italiana († 1936)
- 1864 - Thomas Ryan, rugbista a 15 e pittore neozelandese († 1927)
- 1864 - Anna Eugénie Schoen-René, soprano e docente tedesca († 1942)
- 1865 - Leopoldo Battistini, pittore e ceramista italiano († 1936)
- 1865 - Charles Richman, attore statunitense († 1940)
- 1866 - Felice Coralli, generale e politico italiano († 1944)
- 1866 - Louis Gauchat, linguista e filologo svizzero († 1942)
- 1867 - Nikol Duman, politico e rivoluzionario armeno († 1914)
- 1867 - Ernest Friedrich Gilg, botanico tedesco († 1933)
- 1869 - Constance Bulwer-Lytton, nobildonna e scrittrice inglese († 1923)
- 1869 - Okada Saburōsuke, pittore giapponese († 1939)
- 1869 - Vladimir Nikolaevič Orlov, generale russo († 1927)
- 1870 - Giovanni Cena, poeta e scrittore italiano († 1917)
- 1870 - Enrico Presutti, giurista e politico italiano († 1949)
- 1871 - Alexandre Noël Charles Acloque, botanico, ornitologo e entomologo francese († 1941)
- 1871 - Inokuchi Akuri, educatrice giapponese († 1931)
- 1871 - Kaspar Stanggassinger, presbitero tedesco († 1899)
- 1872 - Ferdinando Micheli, medico e patologo italiano († 1937)
- 1872 - Zekiye Sultan, principessa ottomana († 1950)
- 1873 - Spyridōn Louīs, maratoneta greco († 1940)
- 1874 - Massimo Di Donato, magistrato e politico italiano († 1943)
- 1874 - James Juvenal, canottiere statunitense († 1942)
- 1875 - Max Naumann, politico tedesco († 1939)
- 1875 - Torello Santini, scultore italiano († 1946)
- 1876 - George Browne, giocatore di baseball statunitense († 1920)
- 1876 - Jack London, scrittore, giornalista e drammaturgo statunitense († 1916)
- 1876 - Paolo Lorenzini, scrittore, poeta e traduttore italiano († 1958)
- 1876 - Ermanno Wolf-Ferrari, compositore italiano († 1948)
- 1876 - Fevzi Çakmak, politico, generale e patriota turco († 1950)
- 1877 - Roy Clements, regista e sceneggiatore statunitense († 1948)
- 1878 - Ferenc Molnár, scrittore, drammaturgo e giornalista ungherese († 1952)
- 1878 - Jack Pratt, attore, regista e sceneggiatore canadese († 1938)
- 1879 - Ray Harroun, pilota automobilistico statunitense († 1968)
- 1879 - Silvio Salza, ammiraglio italiano († 1972)
- 1880 - Fahrettin Altay, generale e politico turco († 1974)
- 1880 - Luigi Beltrame Quattrocchi, beato italiano († 1951)
- 1880 - Alfonsina Pieri, attrice italiana († 1959)
- 1880 - Frank Percy Smith, naturalista, regista e fotografo inglese († 1945)
- 1880 - Daniele Varè, diplomatico e scrittore italiano († 1956)
- 1880 - Xhaferr Ypi, politico albanese († 1940)
- 1881 - Mary Gawthorpe, insegnante e attivista britannica († 1973)
- 1882 - Jakob Jud, linguista e filologo svizzero († 1952)
- 1882 - André Puget, calciatore francese († 1915)
- 1882 - Milton Sills, attore statunitense († 1930)
- 1883 - Carlo Bazzi, militare italiano († 1916)
- 1883 - Gustav Otto, imprenditore, ingegnere e aviatore tedesco († 1926)
- 1884 - Texas Guinan, attrice statunitense († 1933)
- 1884 - Louis Horst, compositore e pianista statunitense († 1964)
- 1884 - Paul Hunder, calciatore tedesco († 1948)
- 1884 - Heinrich Lübbe, ingegnere e inventore tedesco († 1940)
- 1885 - Tomás Pádraig Ághas, attivista e politico irlandese († 1917)
- 1885 - Harry Benjamin, sessuologo tedesco († 1986)
- 1885 - Robert Ensminger, regista e attore statunitense († 1923)
- 1885 - Hakob Melk'owmyan, generale e scrittore sovietico († 1962)
- 1885 - Maire O'Neill, attrice irlandese († 1952)
- 1886 - John Edward Mellish, astronomo statunitense († 1970)
- 1886 - Richard Schnauder, scultore e disegnatore tedesco († 1956)
- 1886 - Giacinto Tamburini, vescovo cattolico italiano († 1944)
- 1887 - Estella Canziani, scrittrice e artista britannica († 1964)
- 1887 - Francesco Lardone, arcivescovo cattolico e diplomatico italiano († 1980)
- 1888 - Claude Delvincourt, pianista e compositore francese († 1954)
- 1888 - Leonid Petrovič Grossman, scrittore russo († 1965)
- 1888 - Fritz Kachler, pattinatore artistico su ghiaccio austriaco († 1973)
- 1888 - Michele Nota, monaco cristiano italiano († 1944)
- 1888 - Camillo Sbarbaro, poeta, scrittore e aforista italiano († 1967)
- 1889 - Victor Denis, calciatore francese († 1972)
- 1889 - Henri Sellier, calciatore francese († 1924)
- 1890 - Vasilij Jakovlevič Erošenko, scrittore, anarchico e esperantista russo († 1952)
- 1890 - Otto Groß, nuotatore tedesco († 1964)
- 1890 - Joseph Helffrich, astronomo tedesco († 1971)
- 1890 - Cyril Porter, mezzofondista britannico († 1964)
- 1890 - Velia Titta, poetessa e romanziera italiana († 1938)
- 1891 - Luigi Lama, militare italiano († 1918)
- 1891 - John Cecil Masterman, scrittore britannico († 1977)
- 1891 - Pietro Pinna Parpaglia, generale e politico italiano († 1966)
- 1891 - Raeburn Van Buren, fumettista statunitense († 1987)
- 1891 - Henry Wells, canottiere britannico († 1967)
- 1892 - Michail Petrovič Kirponos, generale sovietico († 1941)
- 1893 - Arnoldo Ellerman, compositore di scacchi argentino († 1969)
- 1893 - Romolo Ferrario, calciatore italiano († 1973)
- 1893 - Hermann Göring, politico, generale e criminale di guerra tedesco († 1946)
- 1893 - Nick Grinde, regista e sceneggiatore statunitense († 1979)
- 1893 - Michail Iosifovič Gurevič, ingegnere aeronautico sovietico († 1976)
- 1893 - Karl Viktorovič Pauker, militare sovietico († 1937)
- 1893 - Alfred Rosenberg, politico, saggista e criminale di guerra tedesco († 1946)
- 1893 - Edward Selzer, produttore cinematografico statunitense († 1970)
- 1894 - Marf, paroliere e compositore italiano († 1946)
- 1894 - Ralph Capone, mafioso italiano († 1974)
- 1894 - Georges Carpentier, pugile e attore francese († 1975)
- 1895 - Paolo Venini, vetraio, designer e imprenditore italiano († 1959)
- 1895 - Gennaro Villelli, politico e giornalista italiano († 1958)
- 1896 - Keen Johnson, politico statunitense († 1970)
- 1896 - Joaquín Maurín, politico spagnolo († 1973)
- 1896 - Uberto de Morpurgo, tennista italiano († 1961)
- 1896 - Jane Novak, attrice statunitense († 1990)
- 1896 - Lia Orlandini, attrice e doppiatrice italiana († 1975)
- 1896 - Boris Skosyrev, avventuriero russo († 1989)
- 1896 - David Wechsler, psicologo rumeno († 1981)
- 1896 - Nobuko Yoshiya, scrittrice giapponese († 1973)
- 1897 - Arthur Ripley, sceneggiatore, regista e produttore cinematografico statunitense († 1961)
- 1898 - Félix Bédouret, calciatore svizzero († 1955)
- 1898 - Luigi De Filpo, pubblicista e politico italiano († 1950)
- 1898 - Jimmy Douglas, calciatore statunitense († 1972)
- 1898 - Giuseppe Gramegna, avvocato, politico e antifascista italiano († 1986)
- 1899 - Pierre Bernac, baritono francese († 1979)
- 1899 - Lewis D. Collins, regista statunitense († 1954)
- 1899 - Piero Meriggi, linguista italiano († 1982)
- 1899 - Paul Hermann Müller, chimico svizzero († 1965)
- 1900 - Fuller Albright, medico statunitense († 1969)
- 1900 - Siegfried Schürenberg, attore tedesco († 1993)

## XX secolo(991)
- 1901 - Pedro Manuel Benítez, calciatore paraguaiano († 1974)
- 1901 - Kurt Jooss, ballerino e coreografo tedesco († 1979)
- 1901 - Karl Künstler, militare tedesco († 1945)
- 1901 - Aurora Mardiganian, attrice e scrittrice armena († 1994)
- 1901 - Giovanni Stracuzzi, calciatore, allenatore di calcio e dirigente sportivo italiano († 1967)
- 1902 - Viktor Ivanovič Gzovskij, ballerino e coreografo russo († 1974)
- 1902 - Chaim Mordechai Aizik Hodakov, religioso, pedagogo e educatore russo († 1993)
- 1902 - Goffredo Lagger, sciatore di pattuglia militare italiano († 1984)
- 1902 - Antonio Mura, pittore e incisore italiano († 1972)
- 1902 - Pietro Onida, economista italiano († 1982)
- 1902 - Michelangelo Petruzziello, latinista italiano († 1961)
- 1902 - Ray Teal, attore statunitense († 1976)
- 1902 - Jindřich Šoltys, allenatore di calcio e calciatore cecoslovacco († 1970)
- 1903 - Renato Barbieri, canottiere italiano († 1980)
- 1903 - William Brasseur, vescovo cattolico belga († 1993)
- 1903 - Raymond Fee, pugile statunitense († 1983)
- 1903 - Grace Frick, traduttrice statunitense († 1979)
- 1903 - Armando Valente, marciatore italiano († 1997)
- 1903 - Mario Villini, allenatore di calcio e calciatore italiano († 1986)
- 1904 - Mississippi Fred McDowell, cantante e chitarrista statunitense († 1972)
- 1904 - Sjef van Run, calciatore olandese († 1973)
- 1905 - Umberto Alberici, notaio e politico italiano († 1997)
- 1905 - Nihal Atsız, attivista, scrittore e poeta turco († 1975)
- 1905 - Giovanni Lattuada, ginnasta italiano († 1984)
- 1905 - Ezio Mizzan, diplomatico italiano († 1969)
- 1905 - Raymond Passello, calciatore svizzero († 1987)
- 1905 - Tex Ritter, cantante e attore statunitense († 1974)
- 1906 - Cai Chusheng, regista cinese († 1968)
- 1906 - Edred John Henry Corner, botanico e micologo inglese († 1996)
- 1906 - René David, giurista francese († 1990)
- 1906 - Emmanuel Lévinas, filosofo francese († 1995)
- 1907 - Agostino Bellandi, ciclista su strada italiano († 1945)
- 1907 - Karl Jestrab, calciatore austriaco († 1980)
- 1907 - Sergej Pavlovič Korolëv, ingegnere sovietico († 1966)
- 1907 - Ben Nye, truccatore statunitense († 1986)
- 1907 - Rigmor Olsen, nuotatrice danese († 1994)
- 1908 - Jean Delannoy, regista, sceneggiatore e montatore francese († 2008)
- 1908 - Giulio Gionfrida, magistrato italiano
- 1908 - José Limón, danzatore e coreografo messicano († 1972)
- 1908 - Leopold Ludwig, direttore d'orchestra austriaco († 1979)
- 1909 - Archie Cochrane, medico e epidemiologo scozzese († 1988)
- 1909 - Mauritz Hugo, attore svedese († 1974)
- 1909 - Vicente Locasso, calciatore argentino († 1994)
- 1909 - Marija Prymačenko, pittrice ucraina († 1997)
- 1909 - Sam Shockley, criminale statunitense († 1948)
- 1910 - Evasio Bosso, calciatore italiano
- 1910 - Patsy Kelly, attrice statunitense († 1981)
- 1910 - Géry-Jacques-Charles Leuliet, vescovo cattolico francese († 2015)
- 1910 - Crescenzo Mazza, politico e medico italiano († 1990)
- 1910 - Pio Ortelli, docente e scrittore svizzero († 1963)
- 1910 - Luise Rainer, attrice tedesca († 2014)
- 1910 - José Salazar López, cardinale e arcivescovo cattolico messicano († 1991)
- 1911 - Gabriel Almond, politologo statunitense († 2002)
- 1911 - Gerhard Bast, avvocato austriaco († 1947)
- 1911 - Paul Mathies, calciatore tedesco († 1989)
- 1911 - Gisela von Pöllnitz, giornalista tedesca († 1939)
- 1912 - Sara Berner, attrice e doppiatrice statunitense († 1969)
- 1912 - Ruth Goetz, drammaturga e sceneggiatrice statunitense († 2001)
- 1912 - Dinmuchamed Kunaev, politico sovietico († 1993)
- 1912 - Ferruccio Tempesti, militare italiano († 1943)
- 1912 - Trummy Young, trombonista e compositore statunitense († 1984)
- 1913 - Bill Anderson, allenatore di calcio e calciatore inglese († 1986)
- 1913 - Rubem Braga, scrittore e giornalista brasiliano († 1990)
- 1913 - Johann Hofstätter, calciatore austriaco († 1996)
- 1913 - Takeshi Natori, calciatore giapponese († 1985)
- 1913 - Chucho Navarro, cantante e compositore messicano († 1993)
- 1914 - Ricardo Alarcón, calciatore argentino († 1988)
- 1914 - Emilio Bajada, matematico italiano († 1984)
- 1914 - Albrecht von Goertz, designer tedesco († 2006)
- 1914 - Gianni Granzotto, giornalista, dirigente pubblico e scrittore italiano († 1985)
- 1915 - Frank Annunzio, politico statunitense († 2001)
- 1915 - Luka Ciganović, pallanuotista jugoslavo († 1994)
- 1915 - Norman Cohn, antropologo, storico e sociologo britannico († 2007)
- 1915 - Igor' Michajlovič D'jakonov, linguista e storico russo († 1999)
- 1915 - Fifi Young, attrice indonesiana († 1975)
- 1915 - Paul Jarrico, sceneggiatore statunitense († 1997)
- 1915 - Émilien Méresse, calciatore francese († 2000)
- 1915 - Józef Pachla, allenatore di pallacanestro polacco († 1990)
- 1915 - Maria Padula, pittrice e scrittrice italiana († 1987)
- 1915 - Herbert Robbins, matematico e statistico statunitense († 2001)
- 1915 - Richard Evans Schultes, biologo e botanico statunitense († 2001)
- 1915 - Klára Tabódy, attrice, cantante e ballerina ungherese († 1986)
- 1916 - Franco Asinari, pittore e incisore italiano († 2007)
- 1916 - Pieter Willem Botha, politico sudafricano († 2006)
- 1916 - Achille Buzzoni, calciatore italiano († 1992)
- 1916 - Italo Giulio Caiati, politico italiano († 1993)
- 1916 - Tan Hong Djien, calciatore indonesiano
- 1916 - Jay McShann, musicista e cantante statunitense († 2006)
- 1916 - William Pleeth, violoncellista britannico († 1999)
- 1916 - Santiago Salfate, calciatore cileno († 2010)
- 1916 - Mary Wilson, baronessa Wilson di Rievaulx, poetessa inglese († 2018)
- 1917 - Calogero Di Gloria, politico italiano († 1997)
- 1917 - Walter Hendl, direttore d'orchestra, compositore e pianista statunitense († 2007)
- 1917 - Carlo Paoletti, calciatore italiano († 2003)
- 1918 - Castor Cantero, calciatore paraguaiano
- 1918 - Maharishi Mahesh Yogi, mistico e filosofo indiano († 2008)
- 1918 - Karol L. Zachar, attore, regista teatrale e scenografo slovacco († 2003)
- 1919 - Thomas Boyd Mason, avvocato e attore statunitense († 2007)
- 1919 - Ralph Pearson, chimico statunitense († 2022)
- 1919 - Hans Richter, attore e regista tedesco († 2008)
- 1919 - Moisej Samuilovič Vajnberg, compositore sovietico († 1996)
- 1920 - James Farmer, politico e attivista statunitense († 1999)
- 1920 - Dorothy Green, attrice statunitense († 2008)
- 1920 - Francesco Milizia, sceneggiatore italiano († 1983)
- 1920 - Bill Reid, artista canadese († 1998)
- 1920 - Mac Speedie, giocatore di football americano statunitense († 1993)
- 1920 - Theodor Uppman, baritono statunitense († 2005)
- 1921 - Alfredo Rodrigues da Motta, cestista brasiliano († 1998)
- 1921 - Enrica Corti, attrice italiana († 2010)
- 1921 - John Davis, sollevatore statunitense († 1984)
- 1921 - Felix Maria Davídek, vescovo cattolico cecoslovacco († 1988)
- 1921 - Karl Berg, calciatore tedesco († 2007)
- 1921 - Sergej Tarasov, cestista sovietico
- 1922 - Jimmy Baldwin, allenatore di calcio e calciatore inglese († 1985)
- 1922 - Fortunato Bianchi, politico italiano († 1993)
- 1922 - Luciano Bonfiglioli, cantante italiano († 1995)
- 1922 - István Kálmán, militare e aviatore ungherese († 1995)
- 1922 - José Luis Panizo, calciatore spagnolo († 1990)
- 1922 - Enzo Santarelli, politico e storico italiano († 2004)
- 1923 - Giuseppe Bartolomei, politico italiano († 1996)
- 1923 - Ira Hayes, militare nativo americano († 1955)
- 1923 - Giosi Lippolis, poetessa, scrittrice e traduttrice italiana († 2006)
- 1923 - Rubén Maidana, pallanuotista argentino († 2015)
- 1923 - Alice Miller, psicologa, psicoanalista e saggista svizzera († 2010)
- 1923 - Holden Roberto, politico e guerrigliero angolano († 2007)
- 1923 - Sune Wehlin, pentatleta svedese († 2020)
- 1924 - Olivier Gendebien, pilota automobilistico belga († 1998)
- 1924 - Chris Chase, attrice, modella e scrittrice statunitense († 2013)
- 1924 - Matti Kassila, regista e sceneggiatore finlandese († 2018)
- 1924 - Cesare Vasoli, storico della filosofia italiano († 2013)
- 1925 - Marc Behm, scrittore, sceneggiatore e attore statunitense († 2007)
- 1925 - Katherine MacGregor, attrice statunitense († 2018)
- 1926 - Annarella, attivista e personaggio televisivo italiana († 2017)
- 1926 - Luciano Cafagna, storico e politico italiano († 2012)
- 1926 - Gonzalo Chillida, pittore spagnolo († 2008)
- 1926 - Morton Feldman, compositore statunitense († 1987)
- 1926 - Andrew Laszlo, direttore della fotografia ungherese († 2011)
- 1926 - Ray Price, cantautore statunitense († 2013)
- 1926 - Abraham Serfaty, attivista marocchino († 2010)
- 1927 - Hal Fowler, giocatore di poker statunitense († 2000)
- 1927 - Ron Howells, calciatore gallese († 2011)
- 1927 - Salvatore Martirano, compositore statunitense († 1995)
- 1927 - Leslie Orgel, chimico britannico († 2007)
- 1927 - Rudolf Röckl, calciatore austriaco († 1976)
- 1928 - Ruth Brown, cantante e attrice statunitense († 2006)
- 1928 - André Labarrère, politico e storico francese († 2006)
- 1928 - Erkki Mallenius, pugile finlandese († 2003)
- 1928 - Zdeněk Procházka, calciatore cecoslovacco († 2016)
- 1928 - Lloyd Ruby, pilota automobilistico statunitense († 2009)
- 1928 - Giovanni Steffè, canottiere italiano († 2016)
- 1928 - Vic Toweel, pugile sudafricano († 2008)
- 1929 - Manlio Brigaglia, storico e giornalista italiano († 2018)
- 1929 - Willie Francis, criminale statunitense († 1947)
- 1929 - Jaakko Hintikka, filosofo finlandese († 2015)
- 1929 - Pierre Le Guen, fumettista e scrittore francese († 2022)
- 1929 - Alasdair MacIntyre, filosofo britannico († 2025)
- 1929 - Daniel Rothman, scrittore e drammaturgo tedesco († 1963)
- 1929 - Alex Thomson, direttore della fotografia britannico († 2007)
- 1929 - György Tumpek, nuotatore ungherese († 2022)
- 1930 - Pino Calvi, pianista, direttore d'orchestra e compositore italiano († 1989)
- 1930 - Jacques Guittet, schermidore francese († 2025)
- 1930 - Tim Horton, hockeista su ghiaccio e imprenditore canadese († 1974)
- 1930 - Luitgard Im, attrice tedesca († 1997)
- 1930 - Jennifer Johnston, scrittrice irlandese († 2025)
- 1930 - Giorgio Macchi, ingegnere italiano († 2023)
- 1930 - Ennio Missaglia, fumettista italiano († 1993)
- 1930 - Glenn Yarbrough, cantautore statunitense († 2016)
- 1931 - Rolando Alphonso, sassofonista giamaicano († 1998)
- 1931 - Richard Brousek, calciatore austriaco († 2015)
- 1931 - Francesco Paolo Casavola, giurista italiano
- 1931 - Mario D'Acquisto, politico italiano
- 1931 - Leylâ Erbil, scrittrice turca († 2013)
- 1931 - Pierre Monneret, pilota motociclistico francese († 2010)
- 1931 - Peter Wragg, calciatore e allenatore di calcio inglese († 2004)
- 1931 - Yao Wenyuan, politico cinese († 2005)
- 1932 - Ginette Jany-Sendral, ex nuotatrice francese
- 1932 - Hrvoje Kačić, pallanuotista jugoslavo († 2023)
- 1932 - Des O'Connor, showman e cantante britannico († 2020)
- 1932 - Luciano Pirazzini, allenatore di calcio e calciatore italiano († 1998)
- 1933 - Adésio, calciatore brasiliano († 2009)
- 1933 - Michael Aspel, conduttore televisivo britannico
- 1933 - Giuseppe Astone, politico italiano
- 1933 - Liliana Cavani, regista e sceneggiatrice italiana
- 1933 - Kamal al-Ganzuri, politico egiziano († 2021)
- 1933 - Giuliano Gradi, politico italiano († 2014)
- 1934 - Vincenzo Di Benedetto, filologo classico e grecista italiano († 2013)
- 1934 - Bob Dishy, attore statunitense
- 1934 - Burdie Haldorson, cestista statunitense († 2023)
- 1934 - Ian Howard Marshall, teologo e biblista britannico († 2015)
- 1934 - Jim Ray, cestista statunitense († 1987)
- 1935 - Victor Gbeho, diplomatico ghanese
- 1935 - Gianluigi Melega, giornalista, scrittore e politico italiano († 2014)
- 1935 - Margherita Rinaldi, soprano italiano († 2023)
- 1935 - Claudio Undari, attore italiano († 2008)
- 1935 - Ken Uston, scrittore statunitense († 1987)
- 1936 - Alain Corbin, storico francese
- 1936 - Émile Lahoud, politico e generale libanese
- 1936 - Italo Ormanni, magistrato e avvocato italiano († 2024)
- 1936 - Raimonds Pauls, compositore e politico lettone
- 1936 - Francisco Puy Muñoz, giurista spagnolo († 2024)
- 1936 - Giuseppe Taglioretti, calciatore e allenatore di calcio italiano († 2022)
- 1936 - A.D. Winans, poeta e saggista statunitense
- 1937 - Lilia Alberghina, biochimica italiana
- 1937 - Marie Dubois, attrice francese († 2014)
- 1937 - Shirley Eaton, attrice britannica
- 1937 - Maurizio Gueli, attore italiano († 2006)
- 1937 - Mikheil Meskhi, calciatore sovietico († 1991)
- 1937 - Attilio Ortolani, fumettista italiano († 2019)
- 1938 - Anna Kisselgoff, giornalista, critica musicale e danzatrice statunitense
- 1938 - Giuseppe Luongo, docente, geologo e politico italiano
- 1938 - Luis Omedes, slittinista e canottiere spagnolo († 2022)
- 1938 - Alan Rees, pilota automobilistico britannico († 2024)
- 1938 - Gildo Siorpaes, ex bobbista, sciatore alpino e allenatore di sci alpino italiano
- 1939 - Louis Cance, fumettista francese († 2023)
- 1939 - Giordano Cattani, ex calciatore italiano
- 1939 - Gianluca Cerrina Feroni, politico e sindacalista italiano († 2014)
- 1939 - Dario Crapanzano, scrittore e pubblicitario italiano († 2020)
- 1939 - Amedeo Giacomini, scrittore e poeta italiano († 2006)
- 1939 - Washington Poyet, cestista uruguaiano († 2007)
- 1939 - Benito Urgu, cantautore, comico e cabarettista italiano
- 1939 - Joachim Yhombi-Opango, politico e generale della Repubblica del Congo († 2020)
- 1940 - Matthias Habich, attore tedesco
- 1940 - Bob Hewitt, ex tennista australiano
- 1940 - Masamitsu Ichiguchi, ex lottatore giapponese
- 1940 - Ronald Shannon Jackson, batterista statunitense († 2013)
- 1940 - Kauko Kauppinen, cestista finlandese († 2023)
- 1940 - Serge Latouche, economista e filosofo francese
- 1940 - Domenico Meldolesi, ciclista su strada italiano († 1992)
- 1941 - Long John Baldry, cantante e chitarrista britannico († 2005)
- 1941 - Olu Dara, chitarrista, trombettista e cantante statunitense
- 1941 - Kazuo Imanishi, ex calciatore giapponese
- 1941 - Donato Veraldi, avvocato e politico italiano
- 1942 - Art Becker, ex cestista e allenatore di pallacanestro statunitense
- 1942 - Nelson Díaz, calciatore uruguaiano († 2018)
- 1942 - Rosario Gambino, mafioso italiano
- 1942 - Chet Jastremski, nuotatore statunitense († 2014)
- 1942 - Ramiro de León Carpio, politico guatemalteco († 2002)
- 1942 - Michel Mayor, astronomo svizzero
- 1942 - Bedy Moratti, attrice italiana
- 1942 - Gaetano Rabbito, politico italiano
- 1942 - Hilary Weston, politica, imprenditrice e scrittrice canadese († 2025)
- 1943 - Howard Cedar, biochimico statunitense
- 1943 - Tucker Frederickson, ex giocatore di football americano statunitense
- 1943 - Paolo Lombardo, allenatore di calcio e ex calciatore italiano
- 1943 - Gyula Petrikovics, canoista ungherese († 2005)
- 1943 - Yojiro Uetake, ex lottatore giapponese
- 1944 - Martine Buron, politica e architetto francese
- 1944 - Jay Cocks, sceneggiatore statunitense
- 1944 - Joe Frazier, pugile statunitense († 2011)
- 1944 - Jim Gray, informatico statunitense († 2012)
- 1944 - Vlastimil Hort, scacchista cecoslovacco († 2025)
- 1944 - Fatos Kongoli, scrittore albanese
- 1944 - Pino Pedano, scultore e ebanista italiano
- 1945 - Maggie Bell, cantautrice britannica
- 1945 - André Bicaba, ex velocista burkinabé
- 1945 - Miguel Company, allenatore di calcio e ex calciatore peruviano
- 1945 - Pierluigi Copercini, politico italiano († 2013)
- 1945 - Paolo Puppa, drammaturgo, scrittore e saggista italiano
- 1946 - André De Shields, attore, cantante e ballerino statunitense
- 1946 - George Duke, pianista, tastierista e compositore statunitense († 2013)
- 1946 - Claudia Florio, regista e sceneggiatrice italiana
- 1946 - Helmut Köglberger, calciatore austriaco († 2018)
- 1946 - Antonio Marsina, attore italiano
- 1946 - Ryszard Szurkowski, ciclista su strada polacco († 2021)
- 1946 - Sergej Četveruchin, ex pattinatore artistico su ghiaccio sovietico
- 1947 - Egil Austbø, ex calciatore norvegese
- 1947 - Tom Dempsey, giocatore di football americano statunitense († 2020)
- 1947 - Michele Franzé, generale italiano
- 1947 - Zdeněk Hummel, ex cestista e allenatore di pallacanestro ceco
- 1947 - Henning Munk Jensen, calciatore danese († 2023)
- 1947 - Joe Kennedy, ex cestista statunitense
- 1947 - Mario Luzzatto Fegiz, giornalista, critico musicale e saggista italiano
- 1947 - Flor Meléndez, ex cestista e allenatore di pallacanestro portoricano
- 1947 - Matt Molloy, flautista irlandese
- 1947 - Stanko Molnar, attore croato
- 1947 - Alice Scherrer-Baumann, politica e insegnante svizzera
- 1948 - Anthony Andrews, attore britannico
- 1948 - Erminio Azzaro, ex altista e allenatore di atletica leggera italiano
- 1948 - Arnaldo Caverzasi, ex ciclista su strada italiano
- 1948 - Brendan Foster, ex mezzofondista britannico
- 1948 - Gigi Garanzini, giornalista, scrittore e conduttore radiofonico italiano
- 1948 - Salvatore Lombardo, politico e ex arbitro di calcio italiano
- 1948 - Luciana Marcellini, ex nuotatrice italiana
- 1948 - William Nicholson, sceneggiatore, drammaturgo e romanziere britannico
- 1948 - Davide Puccini, filologo, critico letterario e poeta italiano
- 1948 - Carme Riera Guilera, scrittrice e docente spagnola
- 1949 - Raul Águas, allenatore di calcio e ex calciatore portoghese
- 1949 - Paul Barresi, ex attore pornografico statunitense
- 1949 - Laura Boella, filosofa e traduttrice italiana
- 1949 - Ottmar Hitzfeld, ex calciatore, allenatore di calcio e dirigente sportivo tedesco
- 1949 - Hamadi Jebali, politico tunisino
- 1949 - Božil Kolev, allenatore di calcio e ex calciatore bulgaro
- 1949 - Don Milan, ex giocatore di football americano statunitense
- 1949 - Ludovica Modugno, attrice, doppiatrice e direttrice del doppiaggio italiana († 2021)
- 1949 - Haruki Murakami, scrittore e traduttore giapponese
- 1949 - Wayne Wang, regista, sceneggiatore e produttore cinematografico cinese
- 1950 - Zinaida Amosova, ex fondista sovietica
- 1950 - Alireza Azizi, calciatore iraniano († 2021)
- 1950 - Brian Blume, editore e autore di giochi statunitense († 2020)
- 1950 - Patrice Dominguez, tennista francese († 2015)
- 1950 - Sheila Jackson Lee, politica, avvocata e attivista statunitense († 2024)
- 1950 - Hermann Köhler, ex velocista tedesco
- 1950 - Pasquale Panella, poeta, scrittore e paroliere italiano
- 1950 - Philippe Peythieu, doppiatore francese
- 1950 - Franco Piersanti, compositore e direttore d'orchestra italiano
- 1950 - Ricky Ray Rector, criminale statunitense († 1992)
- 1950 - Claude Terry, ex cestista statunitense
- 1950 - Gianrico Tondinelli, attore e regista teatrale italiano
- 1950 - Michail Viarhiejenka, allenatore di calcio, dirigente sportivo e calciatore bielorusso († 2024)
- 1951 - Kirstie Alley, attrice e produttrice cinematografica statunitense († 2022)
- 1951 - Chris Bell, cantante e chitarrista statunitense († 1978)
- 1951 - Rush Limbaugh, conduttore radiofonico e giornalista statunitense († 2021)
- 1951 - Carlo Mattogno, saggista italiano
- 1951 - Drew Pearson, ex giocatore di football americano statunitense
- 1951 - Karen Thurman, politica statunitense
- 1952 - Cliff Bentz, politico statunitense
- 1952 - Philippe Capelle, filosofo e teologo francese
- 1952 - Ramón Fagoaga, ex calciatore salvadoregno
- 1952 - Walter Mosley, scrittore statunitense
- 1952 - Campy Russell, ex cestista statunitense
- 1952 - Ricky Van Shelton, cantautore statunitense
- 1952 - John Walker, ex mezzofondista neozelandese
- 1953 - Brad Dean, ex cestista e allenatore di pallacanestro statunitense
- 1953 - Mary Harron, regista e sceneggiatrice canadese
- 1953 - Kōichi Hashimoto, attore e doppiatore giapponese
- 1953 - Armando Sommajuolo, giornalista italiano († 2023)
- 1954 - Elio Grazioli, scrittore e critico d'arte italiano
- 1954 - Brahim Izri, cantautore berbero († 2005)
- 1954 - Silvia Morante, fisica e scrittrice italiana
- 1954 - Jean-Jacques N'Domba, calciatore congolese (Repubblica del Congo) († 2024)
- 1954 - Vincenzo Nespoli, politico italiano
- 1954 - Gianni Riotta, giornalista, scrittore e conduttore televisivo italiano
- 1954 - Jesús María Satrústegui, ex calciatore spagnolo
- 1954 - Howard Stern, conduttore radiofonico, conduttore televisivo e scrittore statunitense
- 1954 - Cees van der Pluijm, scrittore e drammaturgo olandese († 2014)
- 1955 - Gianantonio Borgonovo, presbitero, biblista e bibliotecario italiano
- 1955 - Maurizio Cenni, politico e sindacalista italiano
- 1955 - Johnny Clarke, musicista giamaicano
- 1955 - Hans-Joachim Hartnick, ex ciclista su strada tedesco
- 1955 - Jan van Houwelingen, ex ciclista su strada, pistard e dirigente sportivo olandese
- 1955 - Lele Marchitelli, compositore e bassista italiano
- 1955 - Christian Poveda, fotografo e giornalista spagnolo († 2009)
- 1955 - Luciano Speggiorin, ex calciatore italiano
- 1956 - Arjun Bahadur Thapa, diplomatico nepalese
- 1956 - Marie Colvin, giornalista statunitense († 2012)
- 1956 - Ute Freudenberg, cantante tedesca
- 1956 - Vincent Lavenu, dirigente sportivo e ex ciclista su strada francese
- 1956 - Nikolaj Noskov, cantante russo
- 1956 - Ana Rosa Quintana, giornalista e conduttrice televisiva spagnola
- 1957 - Bruno Arena, comico, cabarettista e attore italiano († 2022)
- 1957 - Brian Blair, ex wrestler e politico statunitense
- 1957 - David Favia, politico italiano
- 1957 - Anna Fotyga, politica polacca
- 1957 - C. S. Friedman, scrittrice statunitense
- 1957 - Isabella Goldmann, architetta, giornalista e regista italiana
- 1957 - John Lasseter, animatore, regista e sceneggiatore statunitense
- 1957 - Giovanni Parrini, poeta italiano
- 1957 - Paolo Pressacco, ex cestista e dirigente sportivo italiano
- 1957 - Marcus Rose, rugbista a 15 britannico
- 1957 - Nino Konis Santana, politico est-timorese († 1998)
- 1957 - António Vitorino, politico e giurista portoghese
- 1958 - Rita Algranati, ex terrorista italiana
- 1958 - Mark Allen, triatleta statunitense
- 1958 - Christiane Amanpour, giornalista britannica
- 1958 - Claudio Bracci, ex terrorista italiano
- 1958 - Matthias Döschner, allenatore di calcio e ex calciatore tedesco orientale
- 1958 - Carlo Fabbricatore, ex cestista italiano
- 1958 - Patrick Lamotte, ex sciatore alpino francese
- 1958 - Eytan Stibbe, imprenditore e astronauta israeliano
- 1958 - Jean-Aimé Toupane, ex cestista e allenatore di pallacanestro senegalese
- 1958 - Arturo Vianello, ex calciatore italiano
- 1959 - Francisco Alpízar, ex giocatore di calcio a 5 costaricano
- 1959 - Blixa Bargeld, chitarrista e cantante tedesco
- 1959 - Thomas Dennstedt, ex calciatore tedesco orientale
- 1959 - Debra Feuer, attrice statunitense
- 1959 - Svein Fjælberg, ex calciatore norvegese
- 1959 - Per Gessle, cantautore e chitarrista svedese
- 1959 - Vladimir Jaščenko, altista sovietico († 1999)
- 1959 - Laure Killing, attrice francese († 2019)
- 1959 - Ralf Moeller, attore e ex culturista tedesco
- 1959 - Michele Rocchegiani, poliziotto, dirigente pubblico e prefetto italiano
- 1959 - Mike van Diem, regista e sceneggiatore olandese
- 1959 - Veranika Čarkasava, giornalista bielorussa († 2004)
- 1960 - Joe Amoruso, pianista italiano († 2020)
- 1960 - Stanislav Boklan, attore ucraino
- 1960 - Guido Bontempi, dirigente sportivo, ex ciclista su strada e pistard italiano
- 1960 - Chyi Chin, cantautore e musicista taiwanese
- 1960 - Oliver Platt, attore canadese
- 1960 - Robert Prytz, ex calciatore svedese
- 1960 - Jori Turja, finlandese
- 1960 - León Villa, ex calciatore colombiano
- 1960 - Dominique Wilkins, ex cestista e allenatore di pallacanestro statunitense
- 1961 - Andrea Carnevale, ex calciatore italiano
- 1961 - Alain Goldman, produttore cinematografico francese
- 1961 - Joan Golobart, ex calciatore spagnolo
- 1961 - Aristides González, ex pugile portoricano
- 1961 - Simon Russell Beale, attore britannico
- 1961 - Joshua Michael Stern, regista e sceneggiatore statunitense
- 1961 - Giuseppe Valditara, politico e giurista italiano
- 1961 - Randy Wright, ex giocatore di football americano statunitense
- 1961 - Ofer Yaakobi, cestista israeliano († 2025)
- 1962 - Bruno Barbieri, cuoco, personaggio televisivo e imprenditore italiano
- 1962 - Daniela Dondi, politica italiana
- 1962 - Radek Drulák, ex calciatore ceco
- 1962 - Gioia Ghezzi, dirigente d'azienda italiana
- 1962 - Gaëtan Huard, ex calciatore francese
- 1962 - Charles Jones, ex cestista statunitense
- 1962 - Emanuele Pirro, ex pilota automobilistico italiano
- 1962 - Joe Quesada, fumettista statunitense
- 1962 - Vujadin Radovanović, fumettista e illustratore serbo
- 1962 - Ileana Salvador, ex marciatrice italiana
- 1962 - Rico Simen, giocatore di curling svizzero († 2019)
- 1962 - Gunde Svan, ex fondista e pilota automobilistico svedese
- 1962 - Luna Vachon, wrestler statunitense († 2010)
- 1963 - Guy Chambers, compositore britannico
- 1963 - Antonio Conserva, generale italiano
- 1963 - Corinne Dacla, attrice francese
- 1963 - François Girard, regista, sceneggiatore e produttore teatrale canadese
- 1963 - Agnese Grigio, ex atleta paralimpica italiana
- 1963 - Matt Malloy, attore statunitense
- 1963 - Juan Carlos Monedero, politologo, saggista e politico spagnolo
- 1963 - Kyung-sook Shin, scrittrice sudcoreana
- 1963 - Rudika Vida, ex calciatore croato
- 1963 - Vasilij Ždanov, ex ciclista su strada ucraino
- 1964 - Laura Arraya, allenatrice di tennis e ex tennista argentina
- 1964 - Abdeslem Benabdellah, ex calciatore e ex giocatore di calcio a 5 algerino
- 1964 - Vincenzo Boccia, imprenditore italiano
- 1964 - Vincenzo Cosco, allenatore di calcio e calciatore italiano († 2015)
- 1964 - Luca Donini, sassofonista, clarinettista e compositore italiano
- 1964 - Pietro Galeotti, autore televisivo, giornalista e scrittore italiano
- 1964 - Michela Giuffrida, politica e giornalista italiana
- 1964 - Salvatore Antonio Nobile, allenatore di calcio e ex calciatore italiano
- 1964 - Erminio Piserchia, allenatore di calcio e ex calciatore italiano
- 1964 - Jeff Bezos, imprenditore e ingegnere statunitense
- 1964 - Valdo Filho, allenatore di calcio e ex calciatore brasiliano
- 1965 - Cristina Bertato, ex cestista italiana
- 1965 - Biram Dah Abeid, politico e attivista mauritano
- 1965 - Nikolaj Borščevskij, ex hockeista su ghiaccio russo
- 1965 - DJ Hurricane, musicista, produttore discografico e rapper statunitense
- 1965 - Marina Kiehl, ex sciatrice alpina tedesca
- 1965 - Michele Pertusi, basso italiano
- 1965 - Sjarhej Šmolik, ex arbitro di calcio bielorusso
- 1965 - Fabián Turnes, ex rugbista a 15 e allenatore di rugby a 15 argentino
- 1965 - Alexandra Wentworth, attrice statunitense
- 1965 - Rob Zombie, cantante, regista e sceneggiatore statunitense
- 1966 - Casey Cagle, politico statunitense
- 1966 - Linda Ferrando, ex tennista italiana
- 1966 - Dalia Gaberscik, imprenditrice italiana
- 1966 - Olivier Martinez, attore francese
- 1966 - Norberto Martínez, ex calciatore peruviano
- 1966 - Marco Nocivelli, imprenditore e dirigente d'azienda italiano
- 1966 - Roberto Rambaudi, allenatore di calcio e ex calciatore italiano
- 1966 - Sergej Nikolaevič Revin, cosmonauta russo
- 1966 - Silvia Testoni, cantante italiana
- 1967 - Ned Bolcar, ex giocatore di football americano statunitense
- 1967 - Marco Boogers, ex calciatore olandese
- 1967 - Grigorij Egorov, ex astista kazako
- 1967 - Tōru Fujisawa, fumettista giapponese
- 1967 - Bianca Giovannini, cantante e cantautrice italiana
- 1967 - He Zhuoqiang, ex sollevatore cinese
- 1967 - Takehiko Inoue, fumettista giapponese
- 1967 - Vendela Kirsebom, modella svedese
- 1967 - Meho Kodro, allenatore di calcio e ex calciatore jugoslavo
- 1967 - Renata Litvinova, attrice e regista russa
- 1967 - Aida Ndong, ex cestista senegalese
- 1967 - Lino Pettazzi, politico italiano
- 1967 - Blanchard Ryan, attrice statunitense
- 1967 - Raf Simons, stilista belga
- 1968 - Guillermo Cantú, ex calciatore messicano
- 1968 - Wes Cotton, ex rugbista a 13 inglese
- 1968 - Davide Del Popolo Riolo, scrittore di fantascienza italiano
- 1968 - Joaquín Guillén, ex calciatore costaricano
- 1968 - Rachael Harris, attrice statunitense
- 1968 - Jun'ichi Masuda, compositore e autore di videogiochi giapponese
- 1968 - Mauro Silva, ex calciatore brasiliano
- 1968 - Laura Mañá, attrice, regista e sceneggiatrice spagnola
- 1968 - John Jackson Miller, fumettista statunitense
- 1968 - Heather Mills, ex modella e attivista britannica
- 1968 - Phil Spencer, dirigente d'azienda statunitense
- 1969 - Boško Boškovič, ex calciatore sloveno
- 1969 - Paul Collins, scrittore statunitense
- 1969 - Ol'ga Domuladžanova, pugile e dirigente sportiva russa († 2021)
- 1969 - Adalberto Guerra, ex giocatore di calcio a 5 cubano
- 1969 - Eduardo Hurtado, ex calciatore ecuadoriano
- 1969 - Sławomir Majak, allenatore di calcio e ex calciatore polacco
- 1969 - Lumír Mistr, ex calciatore ceco
- 1969 - David Mitchell, scrittore inglese
- 1969 - Robert Prosinečki, allenatore di calcio e ex calciatore jugoslavo
- 1969 - Johann Sattler, diplomatico austriaco
- 1969 - Jörg Schwanke, ex calciatore tedesco orientale
- 1969 - Nicklas Utgren, ex tennista svedese
- 1969 - Thomas Wolf, ex sciatore alpino svizzero
- 1970 - LaTonya Blige-DaCosta, produttrice discografica e compositrice statunitense
- 1970 - Jorge Castañeda, ex calciatore messicano
- 1970 - Craig Hignett, allenatore di calcio e ex calciatore inglese
- 1970 - Simeone Latini, attore e regista italiano
- 1970 - Vladimir Perdomo, ex giocatore di calcio a 5 cubano
- 1970 - Julia Quinn, scrittrice statunitense
- 1970 - Masaaki Sawanobori, ex calciatore giapponese
- 1970 - Nigel Wilson, ex giocatore di baseball canadese
- 1970 - Raekwon, rapper statunitense
- 1970 - Zack de la Rocha, rapper, cantautore e attivista statunitense
- 1971 - Scott Burrell, ex cestista e allenatore di pallacanestro statunitense
- 1971 - Peter Madsen, criminale, imprenditore e inventore danese
- 1971 - David McAllister, politico tedesco
- 1971 - Gerardo Soglia, imprenditore italiano
- 1971 - Giuseppe Sorcinelli, ex pallavolista italiano
- 1972 - Zachary Ansley, attore canadese
- 1972 - Hans Peter Anvin, informatico svedese
- 1972 - Thedy Brändli, allenatore di sci alpino e ex sciatore alpino svizzero
- 1972 - Aigars Cipruss, ex hockeista su ghiaccio lettone
- 1972 - Priyanka Gandhi, politica indiana
- 1972 - Zabryna Guevara, attrice statunitense
- 1972 - Sami Mahlio, ex calciatore finlandese
- 1972 - Barbara Merlin, ex sciatrice alpina italiana
- 1972 - Jason Sklar, attore statunitense
- 1972 - Carlo Taldo, dirigente sportivo e ex calciatore italiano
- 1972 - Emanuela Viola, ex nuotatrice italiana
- 1972 - Toto Wolff, manager, ex pilota automobilistico e dirigente sportivo austriaco
- 1973 - Michele Bertinelli, ex cestista italiano
- 1973 - Armando Chelodi, dirigente sportivo, allenatore di hockey su ghiaccio e ex hockeista su ghiaccio italiano
- 1973 - Zachary Crist, ex sciatore alpino e sciatore freestyle statunitense
- 1973 - Brian Culbertson, musicista statunitense
- 1973 - Gurbangeldi Durdyýew, ex calciatore turkmeno
- 1973 - Emanuela Garuccio, attrice italiana
- 1973 - Giuseppe Giunta, ex lottatore italiano
- 1973 - Leonardo Marras, politico italiano
- 1973 - Sakshi Tanwar, attrice indiana
- 1973 - Hande Yener, cantante turca
- 1974 - Claudia Conserva, attrice e conduttrice televisiva cilena
- 1974 - Alpin Gallo, allenatore di calcio e ex calciatore albanese
- 1974 - Christopher Gartin, attore statunitense
- 1974 - Tor-Arne Hetland, fondista norvegese
- 1974 - Rob Hickey, ex cestista neozelandese
- 1974 - Eri Irianto, calciatore indonesiano († 2000)
- 1974 - Richard Kitzbichler, allenatore di calcio e ex calciatore austriaco
- 1974 - Melanie C, cantautrice britannica
- 1974 - Ivica Mornar, ex calciatore croato
- 1974 - Arkadiusz Onyszko, allenatore di calcio e ex calciatore polacco
- 1974 - Milen Petkov, ex calciatore bulgaro
- 1974 - Nina Proll, attrice austriaca
- 1974 - Hamilton Ricard, ex calciatore colombiano
- 1974 - Luca Ricci, scrittore italiano
- 1974 - Aaron Seltzer, regista, sceneggiatore e produttore cinematografico canadese
- 1974 - Piotr Serafin, diplomatico, funzionario e politico polacco
- 1974 - Séverine Vandenhende, ex judoka francese
- 1974 - Remigijus Šimašius, politico lituano
- 1975 - Munther Abdulla, ex calciatore emiratino
- 1975 - Kōsuke Akiyoshi, pilota motociclistico giapponese
- 1975 - Marina Akobija, pallanuotista russa
- 1975 - Tom Berhus, ex calciatore norvegese
- 1975 - Jenny De Cesarei, doppiatrice e direttrice del doppiaggio italiana
- 1975 - Katerina Delī, ex cestista greca
- 1975 - Tricia Devereaux, ex attrice pornografica statunitense
- 1975 - Jason Freese, polistrumentista statunitense
- 1975 - Pascal Gourville, ex calciatore mauritano
- 1975 - Jurij Guržy, musicista, disc jockey e produttore discografico ucraino
- 1975 - Rick Hoogendorp, ex calciatore olandese
- 1975 - Leslie Johnson, ex cestista statunitense
- 1975 - Andrea Maestri, politico italiano
- 1975 - Oleg Musin, ex calciatore russo
- 1975 - Richard Rufus, ex calciatore inglese
- 1976 - Katia Follesa, comica, conduttrice televisiva e conduttrice radiofonica italiana
- 1976 - Sandra Gallego, ex cestista spagnola
- 1976 - Guido Guerrini, pilota di rally, copilota di rally e viaggiatore italiano
- 1976 - Hillary Makasa, calciatore zambiano († 2020)
- 1976 - María José, cantautrice e attrice messicana
- 1976 - Moon Jeong-hee, attrice sudcoreana
- 1976 - Miki Nakatani, attrice e cantante giapponese
- 1976 - Eloy Moreno, scrittore spagnolo
- 1976 - Samuele Podestà, ex cestista italiano
- 1976 - Ofelia Prodan, poetessa romena
- 1976 - Ricardo Queraltó, ex calciatore cileno
- 1976 - Mikkjal Thomassen, allenatore di calcio e ex calciatore faroese
- 1977 - Kevin Figueiredo, batterista statunitense
- 1977 - Freddy García, ex calciatore e ex giocatore di calcio a 5 guatemalteco
- 1977 - Nieves Llamas, ex cestista spagnola
- 1977 - Emanuele Manitta, allenatore di calcio e ex calciatore italiano
- 1977 - Rocco Marchi, polistrumentista, arrangiatore e compositore italiano
- 1977 - Marijo Marić, allenatore di calcio e ex calciatore croato
- 1977 - Cade McNown, ex giocatore di football americano statunitense
- 1977 - Bas Nijhuis, arbitro di calcio olandese
- 1977 - Piolo Pascual, attore, modello e musicista filippino
- 1977 - Tom Sietas, apneista tedesco
- 1977 - Gunter Thiebaut, ex calciatore belga
- 1977 - Kevin Thorn, wrestler statunitense
- 1977 - Eithan Urbach, ex nuotatore israeliano
- 1978 - Luis Ayala, giocatore di baseball messicano
- 1978 - Barbara Baldissera, ex pattinatrice di short track italiana
- 1978 - Steve Brinkman, pallavolista canadese
- 1978 - Jeremy Camp, cantautore statunitense
- 1978 - Bouchaib El Moubarki, allenatore di calcio e ex calciatore marocchino
- 1978 - Bonaventure Kalou, ex calciatore ivoriano
- 1978 - Kim Sa-rang, modella e attrice sudcoreana
- 1978 - Sean McClare, ex calciatore inglese
- 1978 - Mika Rissanen, scrittore e storico finlandese
- 1978 - Kris Roe, compositore, chitarrista e cantante statunitense
- 1978 - Samuele Segoni, politico e geologo italiano
- 1978 - Ainsley Switzer, schermitrice canadese
- 1978 - Maurizio Zaffiri, ex rugbista a 15, preparatore atletico e dirigente sportivo italiano
- 1978 - Oksana Zbrožek, ex mezzofondista russa
- 1979 - Jair Benítez, ex calciatore colombiano
- 1979 - Fabrício Dias, pallavolista brasiliano
- 1979 - Pape Seydou Diop, ex calciatore senegalese
- 1979 - Fabian Ebenhoch, ex saltatore con gli sci austriaco
- 1979 - John Galliquio, ex calciatore peruviano
- 1979 - Marián Hossa, hockeista su ghiaccio slovacco
- 1979 - Andre Hutson, ex cestista statunitense
- 1979 - Andrius Jokšas, ex calciatore lituano
- 1979 - Zuzana Klimešová, ex cestista ceca
- 1979 - Lee Bo-young, attrice sudcoreana
- 1979 - Jinkee Pacquiao, politica filippina
- 1979 - Grzegorz Rasiak, ex calciatore polacco
- 1979 - Jenny Schmidgall-Potter, hockeista su ghiaccio statunitense
- 1979 - David Zabriskie, ex ciclista su strada statunitense
- 1980 - Amerie, cantante, ballerina e attrice statunitense
- 1980 - Stefano Barrera, schermidore italiano
- 1980 - Vital' Bulyha, ex calciatore bielorusso
- 1980 - Maddalena Corvaglia, conduttrice televisiva e showgirl italiana
- 1980 - Zaytoven, produttore discografico statunitense
- 1980 - Andrij Fedčuk, pugile ucraino († 2009)
- 1980 - Cristian Grabinski, allenatore di calcio e ex calciatore argentino
- 1980 - Benjamin de Jager, ex rugbista a 15 sudafricano
- 1980 - Marco Jaggi, wrestler svizzero
- 1980 - Adam Jones, rugbista a 15 britannico
- 1980 - Jan-Moritz Lichte, allenatore di calcio, dirigente sportivo e ex calciatore tedesco
- 1980 - Alfredo Moreno, calciatore argentino († 2021)
- 1980 - Akiko Morigami, tennista giapponese
- 1980 - Bianca Nappi, attrice italiana
- 1980 - Adina Pintilie, regista e sceneggiatrice rumena
- 1980 - Erinn Smart, schermitrice statunitense
- 1980 - Shane Stefanutto, ex calciatore australiano
- 1980 - Rainer Torres, ex calciatore peruviano
- 1980 - Manuela Zanon, ex cestista italiana
- 1981 - Jonathan Arnott, politico britannico
- 1981 - Cheick Oumar Dabo, ex calciatore maliano
- 1981 - Solveig Gulbrandsen, calciatrice norvegese
- 1981 - Katja Haller, ex biatleta italiana
- 1981 - Daniel João Paulo, ex calciatore brasiliano
- 1981 - Niklas Kronwall, ex hockeista su ghiaccio svedese
- 1981 - Luis Ernesto Pérez, ex calciatore messicano
- 1981 - Andrij Smal'ko, ex calciatore ucraino
- 1981 - Giōrgos Stefanou, allenatore di pallavolo e ex pallavolista greco
- 1982 - Marc Blanch, cestista spagnolo
- 1982 - Shawn Desman, cantante e ballerino canadese
- 1982 - Sydmill Harris, ex cestista olandese
- 1982 - Madiou Konate, ex calciatore senegalese
- 1982 - Tony Lochhead, ex calciatore neozelandese
- 1982 - Paul-Henri Mathieu, allenatore di tennis e ex tennista francese
- 1982 - Bryant Matthews, ex cestista statunitense
- 1982 - Martina Nadalini, coreografa, ex ballerina e ex ginnasta italiana
- 1982 - Ruslan Platon, ex calciatore ucraino
- 1982 - Nemanja Supić, ex calciatore bosniaco
- 1982 - Lukáš Ticháček, pallavolista ceco
- 1982 - Agnes Tschurtschenthaler, mezzofondista e siepista italiana
- 1982 - Dīmītrios Tsiamīs, triplista greco
- 1982 - Adeola Wylie, ex cestista nigeriana
- 1982 - Maria Zikyridou, ex cestista greca
- 1982 - Veličko Čolakov, sollevatore bulgaro († 2017)
- 1983 - Simon Ax, ex snowboarder svedese
- 1983 - Marcos Ayerza, ex rugbista a 15 argentino
- 1983 - Bryan Bergougnoux, allenatore di calcio e ex calciatore francese
- 1983 - Silvia Ceccon, modella italiana
- 1983 - Chris Chester, ex giocatore di football americano statunitense
- 1983 - Yoshiaki Fujita, ex calciatore giapponese
- 1983 - Chad Greenway, ex giocatore di football americano statunitense
- 1983 - Stylianī Kaltsidou, ex cestista greca
- 1983 - Lucas Mareque, ex calciatore argentino
- 1983 - Tomas Mikuckis, ex calciatore lituano
- 1983 - Masakatsu Sawa, ex calciatrice giapponese
- 1984 - Adel Abdullah, ex calciatore siriano
- 1984 - Taraneh Alidoosti, attrice iraniana
- 1984 - Viktor Budjanskij, ex calciatore russo
- 1984 - Adam Green, ex calciatore inglese
- 1984 - Robert Hite, ex cestista statunitense
- 1984 - Łukasz Koszarek, dirigente sportivo e ex cestista polacco
- 1984 - Chaunté Lowe, altista statunitense
- 1984 - Francesco Mistichelli, attore italiano
- 1984 - Alain Montwani, ex calciatore andorrano
- 1984 - Natalia Morari, giornalista moldava
- 1984 - Tatiana Ortiz, tuffatrice messicana
- 1984 - Roberta Panara, ex nuotatrice italiana
- 1984 - Oribe Peralta, ex calciatore messicano
- 1984 - Sam Richardson, attore, sceneggiatore e comico statunitense
- 1984 - Romeo Surdu, allenatore di calcio e ex calciatore rumeno
- 1984 - Jermaine Thomas, ex cestista statunitense
- 1984 - Joaquim Videira, schermidore portoghese
- 1984 - Markus Vogel, ex sciatore alpino svizzero
- 1984 - Naby Yattara, calciatore guineano
- 1985 - Cynthia Addai-Robinson, attrice statunitense
- 1985 - Yohana Cobo, attrice spagnola
- 1985 - Victor Correia, ex calciatore guineano
- 1985 - Tobias Eberhard, ex biatleta e fondista austriaco
- 1985 - Arcëm Mileŭski, ex calciatore bielorusso
- 1985 - Parham, rapper iraniano
- 1985 - Benjamin Psaume, calciatore francese
- 1985 - Issa Rae, attrice, sceneggiatrice e produttrice cinematografica statunitense
- 1985 - Sreten Sretenović, ex calciatore serbo
- 1985 - Michael Stegmayer, ex calciatore tedesco
- 1985 - Sedin Torlak, allenatore di calcio e ex calciatore bosniaco
- 1985 - Borja Valero, ex calciatore spagnolo
- 1985 - Amelia Womack, politica britannica
- 1985 - Xiao Qin, ginnasta cinese
- 1986 - Lorenzo Del Prete, ex calciatore italiano
- 1986 - Ed Drake, ex sciatore alpino e sciatore freestyle britannico
- 1986 - Loes Geurts, ex calciatrice olandese
- 1986 - Vicky Holland, triatleta britannica
- 1986 - Zerei Kbrom Mezngi, maratoneta e mezzofondista norvegese
- 1986 - Dominique Moore, attrice inglese
- 1986 - Ryōta Murata, pugile giapponese
- 1986 - Miguel Ángel Nieto, ex calciatore spagnolo
- 1986 - Jakob Oftebro, attore norvegese
- 1986 - Zlata Ohnjevič, cantante e ex politica ucraina
- 1986 - Daniel Osvaldo, ex calciatore argentino
- 1986 - Sena Pavetić, ex cestista croata
- 1986 - Christoph Stephan, ex biatleta tedesco
- 1986 - Liliana Ventricelli, politica italiana
- 1986 - Aleksander Walmann, cantante e compositore norvegese
- 1987 - Andrej Bujvolov, ex calciatore russo
- 1987 - Nikita Chartčenkov, ex cestista russo
- 1987 - Andrea Colamedici, saggista italiano
- 1987 - Nathan Doyle, ex calciatore inglese
- 1987 - Nusmir Fajić, calciatore bosniaco
- 1987 - Aleksandr Koljabin, cosmonauta russo
- 1987 - Edoardo Mortara, pilota automobilistico svizzero
- 1987 - Andi Muise, modella canadese
- 1987 - Hamady N'Diaye, cestista senegalese
- 1987 - Iván Nova, giocatore di baseball dominicano
- 1987 - Stéphanie Öhrström, ex calciatrice svedese
- 1987 - Naya Rivera, attrice e cantante statunitense († 2020)
- 1987 - Will Rothhaar, attore statunitense
- 1987 - Baljit Sahni, ex calciatore indiano
- 1987 - Hisayoshi Satō, nuotatore giapponese
- 1987 - Salvatore Sirigu, calciatore italiano
- 1987 - Liz Stephen, ex fondista statunitense
- 1987 - Simone Valente, politico italiano
- 1987 - Paulo Victor Vidotti, calciatore brasiliano
- 1987 - Wang Cheng-pang, arciere taiwanese
- 1987 - Taha Yalçıner, ex calciatore turco
- 1987 - Keishin Yoshida, fondista giapponese
- 1988 - Chris Casement, calciatore nordirlandese
- 1988 - Marco Colombo, naturalista e fotografo italiano
- 1988 - Papy Djilobodji, calciatore senegalese
- 1988 - Jakub Dohnálek, calciatore ceco
- 1988 - Douglas, calciatore brasiliano
- 1988 - Claude Giroux, hockeista su ghiaccio canadese
- 1988 - Lewis Grabban, ex calciatore giamaicano
- 1988 - Enrique López Delgado, calciatore spagnolo
- 1988 - Slobodan Lakičević, ex calciatore montenegrino
- 1988 - Andrew Lawrence, attore e regista statunitense
- 1988 - Emmanuel Lewis, ex giocatore di football americano e allenatore di football americano statunitense
- 1988 - Anaïs Michel, sollevatrice francese
- 1988 - Joseph Namariau, calciatore vanuatuano
- 1988 - Giacomo Ninfa, ex pallanuotista italiano
- 1988 - Víctor Pérez Alonso, ex calciatore spagnolo
- 1988 - Romi Rain, attrice pornografica e imprenditrice statunitense
- 1988 - Holder da Silva, velocista guineense
- 1988 - Peter Štepanovský, calciatore slovacco
- 1988 - Marco Torsiglieri, ex calciatore argentino
- 1988 - Xiong Jingnan, artista marziale mista cinese
- 1988 - Ytalo José Oliveira dos Santos, calciatore brasiliano
- 1988 - Héctor Yuste, calciatore spagnolo
- 1989 - Nenad Adamović, calciatore serbo
- 1989 - Haraldur Björnsson, calciatore islandese
- 1989 - Claire Donahue, ex nuotatrice statunitense
- 1989 - Iong Kim Fai, ex ostacolista macaense
- 1989 - Alan Kardec, calciatore brasiliano
- 1989 - Leonhard Kaufmann, calciatore austriaco
- 1989 - Branko Lazić, cestista serbo
- 1989 - Italee Lucas, cestista statunitense
- 1989 - Michał Miśkiewicz, ex calciatore polacco
- 1989 - Geordy Monfils, attore e regista belga
- 1989 - Bruno Eduardo Moraes, calciatore brasiliano
- 1989 - Danilo Moreno Asprilla, calciatore colombiano
- 1989 - Bastian Oczipka, ex calciatore tedesco
- 1989 - Tiler Peck, ballerina statunitense
- 1989 - Aneta Sablik, cantante polacca
- 1989 - Favio Segovia, ex calciatore argentino
- 1989 - Siniša Stevanović, calciatore serbo
- 1989 - Stevan Stojkov, cestista serbo
- 1989 - Lee Tomlin, ex calciatore inglese
- 1989 - Cliff Tucker, cestista statunitense († 2018)
- 1989 - Axel Witsel, calciatore belga
- 1989 - Petr Wojnar, ex calciatore ceco
- 1989 - Sofia Šapatava, tennista georgiana
- 1990 - Arturo Chávez, altista peruviano
- 1990 - Jérémy Cordoval, calciatore francese
- 1990 - Nihad Đedović, cestista bosniaco
- 1990 - Ignacio Fernández, calciatore argentino
- 1990 - Kai Heerings, calciatore olandese
- 1990 - Annkathrin Kammeyer, politica tedesca
- 1990 - Sergej Karjakin, scacchista ucraino
- 1990 - Evariste Mutuyimana, ex calciatore ruandese
- 1990 - Jahir Ocampo, tuffatore messicano
- 1990 - Olesja Romasenko, canoista russa
- 1990 - John Smith, canottiere sudafricano
- 1990 - Georgij Zotov, calciatore russo
- 1991 - Juan Alvacete, calciatore argentino
- 1991 - Rababe Arafi, mezzofondista marocchina
- 1991 - Marko Bijač, pallanuotista croato
- 1991 - Ezequiel Calvente, calciatore spagnolo
- 1991 - Harika Dronavalli, scacchista indiana
- 1991 - Mohamed El Shorbagy, giocatore di squash egiziano
- 1991 - Maurice Exslager, ex calciatore tedesco
- 1991 - Raquel Rodriguez, wrestler statunitense
- 1991 - Robert Gull, pilota motociclistico svedese
- 1991 - Jakub Holúbek, calciatore slovacco
- 1991 - João Ananias, calciatore brasiliano
- 1991 - Tina Jovanović, cestista serba
- 1991 - Khas-Magomed Kadyrov, poliziotto e politico russo
- 1991 - Robin Lässer, pilota motociclistico tedesco
- 1991 - Pixie Lott, cantautrice, attrice e ballerina britannica
- 1991 - David Mitov Nilsson, calciatore svedese
- 1991 - Veli Mothwa, calciatore sudafricano
- 1991 - Sean Porter, giocatore di football americano statunitense
- 1991 - Mike Saofaiga, calciatore samoano
- 1991 - Anželika Sidorova, astista russa
- 1991 - Stéfano Souza Pinho, calciatore brasiliano
- 1991 - Erinn Westbrook, attrice e modella statunitense
- 1991 - Alex Wood, giocatore di baseball statunitense
- 1992 - Ishak Belfodil, calciatore algerino
- 1992 - Sergio Campbell, ex calciatore giamaicano
- 1992 - Charyl Chappuis, calciatore svizzero
- 1992 - Maria Luisa De Crescenzo, attrice italiana
- 1992 - Edson Farias, calciatore brasiliano
- 1992 - Wojciech Golla, calciatore polacco
- 1992 - Josh Hairston, ex cestista statunitense
- 1992 - Georgia May Jagger, supermodella inglese
- 1992 - Jaguar Jonze, cantautrice, polistrumentista e fotografa australiana
- 1992 - Myck Kabongo, ex cestista e allenatore di pallacanestro della Repubblica Democratica del Congo
- 1992 - Mao Kobayashi, attrice e modella giapponese
- 1992 - Mario Kvesić, calciatore bosniaco
- 1992 - Lucas Liß, dirigente sportivo, ex pistard e ciclista su strada tedesco
- 1992 - Samuele Longo, calciatore italiano
- 1992 - Juan Martínez Trejo, calciatore argentino
- 1992 - Lucas Mugni, calciatore argentino
- 1992 - Iivo Niskanen, fondista finlandese
- 1992 - Daniel Ting, calciatore malaysiano
- 1992 - Dragoljub Srnić, calciatore serbo
- 1992 - Slavoljub Srnić, calciatore serbo
- 1992 - Myrat Ýagşyýew, calciatore turkmeno
- 1993 - Tiago Alves, calciatore brasiliano
- 1993 - Dennis Antwi, calciatore ghanese
- 1993 - Jamel Artis, cestista statunitense
- 1993 - Michail Bašilov, calciatore russo
- 1993 - George Brough, ex calciatore britannico
- 1993 - D.O., cantante e attore sudcoreano
- 1993 - Peter Deng, ex calciatore sudsudanese
- 1993 - Samet Geyik, cestista turco
- 1993 - Branimir Hrgota, calciatore svedese
- 1993 - Lloyd Isgrove, calciatore gallese
- 1993 - Eve Lindley, attrice e modella statunitense
- 1993 - Zayn, cantante britannico
- 1993 - Francisco Martínez, giocatore di calcio a 5 paraguaiano
- 1993 - Hugo Martínez, giocatore di calcio a 5 paraguaiano
- 1993 - Jeroen Meijers, ciclista su strada e ciclocrossista olandese
- 1993 - Aika Mitsui, cantante e ballerina giapponese
- 1993 - Ajara Nchout, calciatrice camerunese
- 1993 - Simone Pecorini, calciatore italiano
- 1993 - Islambek Qýat, calciatore kazako
- 1993 - Julien Vercauteren, calciatore belga
- 1993 - Christoph Zimmermann, calciatore tedesco
- 1994 - Giordana Angi, cantautrice e produttrice discografica italiana
- 1994 - Albion Avdijaj, calciatore svizzero
- 1994 - Erik Baška, ex ciclista su strada slovacco
- 1994 - Mateusz Bernatek, lottatore polacco
- 1994 - Lucas Búa, velocista spagnolo
- 1994 - Emre Can, calciatore tedesco
- 1994 - Hélder Costa, calciatore angolano
- 1994 - Paolo Di Girolamo, canottiere italiano
- 1994 - Curtis Edwards, calciatore inglese
- 1994 - Gábor Eperjesi, calciatore ungherese
- 1994 - Giancarlo Gallifuoco, calciatore australiano
- 1994 - Cristian Higuita, calciatore colombiano
- 1994 - Mitchell Krueger, tennista statunitense
- 1994 - Jonas Levänen, ex calciatore finlandese
- 1994 - Abbosbek Mahstaliyev, calciatore uzbeko
- 1994 - Erik Persson, nuotatore svedese
- 1994 - Alvin Reels jr, giocatore di football americano statunitense
- 1994 - Chester Rogers, giocatore di football americano statunitense
- 1994 - Fabian Schnellhardt, calciatore tedesco
- 1994 - Artëm Timofeev, calciatore russo
- 1995 - Agustín Barán, calciatore uruguaiano
- 1995 - Ottavia Cestonaro, triplista, lunghista e multiplista italiana
- 1995 - Charilaos Charisīs, calciatore greco
- 1995 - Youssoupha Fall, cestista senegalese
- 1995 - Kristján Flóki Finnbogason, calciatore islandese
- 1995 - Magdalena Fjällström, ex sciatrice alpina svedese
- 1995 - Allisha Gray, cestista statunitense
- 1995 - Žofia Hruščáková, cestista slovacca
- 1995 - B Young, rapper britannico
- 1995 - Alexandre Karolak, cestista francese
- 1995 - Michael Kempter, calciatore svizzero
- 1995 - Khalil Khamis, calciatore libanese
- 1995 - Frank Martin, pugile statunitense
- 1995 - Mike McGlinchey, giocatore di football americano statunitense
- 1995 - Pavelh Ndzila, calciatore congolese (Repubblica del Congo)
- 1995 - Nathy Peluso, cantautrice e rapper argentina
- 1995 - Paolo Pescetto, rugbista a 15 italiano
- 1995 - Martin Peterka, cestista ceco
- 1995 - Alessio Romagnoli, calciatore italiano
- 1995 - Jefre Vargas, calciatore venezuelano
- 1995 - Maverick Viñales, pilota motociclistico spagnolo
- 1996 - Beatrice Berti, pallavolista italiana
- 1996 - Aaron Calver, calciatore australiano
- 1996 - Bonzie Colson, cestista statunitense
- 1996 - Alexis Conaway, pallavolista statunitense
- 1996 - Ai Hashimoto, attrice e modella giapponese
- 1996 - Ella Henderson, cantante britannica
- 1996 - Lior Inbrum, calciatore israeliano
- 1996 - Okko Järvi, cestista finlandese
- 1996 - Daan Klinkenberg, calciatore olandese
- 1996 - Lee Hye-Kyeong, judoka sudcoreana
- 1996 - Bamidele Olaseni, giocatore di football americano inglese
- 1996 - Jake Pemberton, ex cestista statunitense
- 1996 - Vitória Cristina Rosa, velocista brasiliana
- 1996 - Dīmītrīs Stamatīs, cestista greco
- 1996 - Olga Strantzalī, pallavolista greca
- 1996 - Rin Sumida, calciatrice giapponese
- 1996 - Adam Swandi, ex calciatore singaporiano
- 1997 - Ali Al-Asmari, calciatore saudita
- 1997 - Joseph Amoah, velocista ghanese
- 1997 - Andrei Burlacu, calciatore rumeno
- 1997 - Piia Korhonen, pallavolista finlandese
- 1997 - Nicolas Lemaître, calciatore francese
- 1997 - José Luján, calciatore peruviano
- 1997 - Jafar Salmani, calciatore iraniano
- 1997 - Jerdy Schouten, calciatore olandese
- 1997 - Darius Slayton, giocatore di football americano statunitense
- 1997 - Henrik Udahl, calciatore norvegese
- 1997 - LaGerald Vick, cestista statunitense
- 1997 - Bernabé Zapata Miralles, tennista spagnolo
- 1998 - Ignacio Abraham, calciatore argentino
- 1998 - Victor Adeboyejo, calciatore nigeriano
- 1998 - Michele Antelli, cestista italiano
- 1998 - Mateusz Bartolewski, calciatore polacco
- 1998 - James Brown, calciatore maltese
- 1998 - Maksim Chramcov, taekwondoka russo
- 1998 - Christoph Daferner, calciatore tedesco
- 1998 - Juan Foyth, calciatore argentino
- 1998 - Nathan Gamble, attore statunitense
- 1998 - Justin Layne, giocatore di football americano statunitense
- 1998 - Daniil Lesovoj, calciatore russo
- 1998 - Anhelina Lysak, lottatrice ucraina
- 1998 - Gambi, rapper francese
- 1998 - João Moutinho, calciatore portoghese
- 1998 - Dejan Petrovič, calciatore sloveno
- 1998 - Julie Piga, calciatrice italiana
- 1998 - Adrian Šemper, calciatore croato
- 1998 - Brent Van Moer, ciclista su strada belga
- 1998 - Rafik Zekhnini, calciatore norvegese
- 1999 - Andrei Chindriș, calciatore rumeno
- 1999 - Clara Copponi, pistard e ciclista su strada francese
- 1999 - Brian Faust, velocista statunitense
- 1999 - Michael Foley, pistard e ciclista su strada canadese
- 1999 - Torbjørn Heggem, calciatore norvegese
- 1999 - Vladyslav Heraskevyč, skeletonista ucraino
- 1999 - Alassana Jatta, calciatore gambiano
- 1999 - MacKenzie May, pallavolista statunitense
- 1999 - Tre' McKitty, giocatore di football americano statunitense
- 1999 - Manu Morlanes, calciatore spagnolo
- 1999 - Giorgia Pellegrinelli, calciatrice italiana
- 1999 - Arya Rajendran, politica indiana
- 1999 - Anthony Rijo, ex calciatore uruguaiano
- 1999 - Tyler Roberts, calciatore inglese
- 1999 - Ignacio Saavedra, calciatore cileno
- 1999 - Nicolás Schiappacasse, calciatore uruguaiano
- 1999 - Xavier Tillman, cestista statunitense
- 1999 - Christina Wassen, tuffatrice tedesca
- 1999 - Rachaad White, giocatore di football americano statunitense
- 2000 - Sayed Abdallah, calciatore egiziano
- 2000 - Jansaya Aebdimaelik, scacchista kazaka
- 2000 - Alessandro Albanese, calciatore belga
- 2000 - Alerrandro, calciatore brasiliano
- 2000 - Thierno Barry, calciatore spagnolo
- 2000 - Bohdan Biloševs'kyj, calciatore ucraino
- 2000 - Victor Bobsin, calciatore brasiliano
- 2000 - Sven Botman, calciatore olandese
- 2000 - Geani Crețu, calciatore rumeno
- 2000 - Jordan Davis, giocatore di football americano statunitense
- 2000 - Achraf El Bouchataoui, calciatore olandese
- 2000 - Lina Glushko, tennista israeliana
- 2000 - Batista Mendy, calciatore francese
- 2000 - Elena Nichele, calciatrice italiana
- 2000 - Raiqwon O'Neal, giocatore di football americano statunitense
- 2000 - Simeon Petrov, calciatore francese
- 2000 - Juanca Pineda, calciatore dominicano
- 2000 - Jamien Sherwood, giocatore di football americano statunitense
- 2000 - Ian Smeulers, ex calciatore olandese
- 2000 - Eynel Soares, calciatore capoverdiano
- 2000 - Domantas Vilys, cestista lituano

## XXI secolo(32)
- 2001 - Matías Castagno Úbeda, giocatore di football americano spagnolo
- 2001 - Ibrohim Ibrohimov, calciatore uzbeko
- 2001 - Anastasija Il'jankova, ginnasta russa
- 2001 - Sam LaPorta, giocatore di football americano statunitense
- 2001 - Romée Leuchter, calciatrice olandese
- 2001 - Lassina Franck Traoré, calciatore burkinabé
- 2001 - Krittapak Udompanich, attore thailandese
- 2001 - Ebba Årsjö, sciatrice alpina svedese
- 2002 - Vladislav Blănuță, calciatore moldavo
- 2002 - Harrison Burrows, calciatore inglese
- 2002 - Eva Lys, tennista tedesca
- 2002 - Jordan Samare, cestista tedesco
- 2002 - Tijs Velthuis, calciatore olandese
- 2003 - Agustín Módica, calciatore argentino
- 2003 - Torben Rhein, calciatore tedesco
- 2003 - Jhojan Torres, calciatore colombiano
- 2003 - Matías Vásquez, calciatore cileno
- 2004 - Ahn Seo-hyun, attrice sudcoreana
- 2004 - Kaiky, calciatore brasiliano
- 2004 - Mia Kupres, tennista canadese
- 2004 - Juan Larios, calciatore spagnolo
- 2004 - Tristan Luneau, hockeista su ghiaccio canadese
- 2004 - Brooke Norton-Cuffy, calciatore inglese
- 2004 - Nathan Ordaz, calciatore salvadoregno
- 2004 - Lucca Drummond, calciatore brasiliano
- 2004 - Nolan Sweeney, sciatore alpino statunitense
- 2005 - Roxy Dekker, cantante olandese
- 2005 - Yarek Gasiorowski, calciatore spagnolo
- 2005 - Federica Venturelli, ciclista su strada, pistard e ciclocrossista italiana
- 2006 - Stephan Embacher, saltatore con gli sci austriaco
- 2006 - Fellipe Jack, calciatore brasiliano
- 2006 - Vitor Reis, calciatore brasiliano

## Senza anno specificato(1)
- Antoine-Marin Lemierre, drammaturgo e poeta francese († 1793)